# Regensburg (Schiff, 1985)
Die Regensburg war ein Fahrgastschiff der Regensburger Personenschifffahrt Klinger, das ursprünglich in Luxemburg eingesetzt worden war und mittlerweile auch wieder nach Luxemburg verkauft worden ist. 

## Geschichte
Das Schiff wurde 1984/85 auf der Lux-Werft in Mondorf gebaut und am 24. April 1985 auf den Namen Princesse Marie-Astrid getauft. Unter diesem Namen fuhr es für Nav. Touristique, Grevenmacher, in Luxemburg. Am 14. Juni 1985 wurde auf der Princesse Marie-Astrid das Schengener Übereinkommen von 1985 unterzeichnet.
Ab dem 1. November 1992 wurde das Schiff bei der Rössler-Linie in Rüdesheim am Rhein eingesetzt und trug den Namen Sankt Nikolaus. Rössler betrieb damals noch einen weiteren Lux-Bau, das Motorschiff Rheingau, und die etwas kleinere St. Nikolaus I, die auf der Schiffswerft Schmidt gebaut worden war. Die Sankt Nikolaus durfte im Jahr 2000 noch 350 Personen befördern. 2003 wurde das 40,5 Meter lange Schiff nach Regensburg an die Regensburger Personenschifffahrt Klinger GmbH verkauft und auf den Namen Regensburg umgetauft. Im Jahr 2021 wechselte es zum Preis von 630.000 Euro erneut seinen Besitzer. Nachdem es die Saison 2021 über noch für Klinger gefahren war, kam das Schiff im Herbst 2021 zum Umbau auf die Lux-Werft. Ab 2025 soll es in Schengen als eine Art Museum und als Begegnungsort zum Thema Europa dienen, es soll aber fahrtüchtig bleiben.